# Robert Conrad
Robert Conrad, nome artístico de Conrad Robert Falkowski (Chicago, 1 de março de 1935 – Malibu, 8 de fevereiro de 2020) foi um ator de cinema e televisão estadunidense, famoso por estrelar o seriado James West entre 1965 e 1969. Ele tinha um programa de rádio semanal de uma hora de duração (The PM Show with Robert Conrad) na CRN.

## Biografia
Conrad Robert Falk nasceu em março de 1935, em Chicago, Illinois, filho de Leonard Henry Falk e Alice Jacqueline Hartman. Ele é majoritariamente de ascendência alemã. Robert Conrad estudou artes cênicas na Universidade do Noroeste.
Antes de ser ator, Robert trabalhou em diversos ofícios tais como pugilista, por exemplo, e também atuou numa produção considerada medíocre, mas por outro lado, também o incentivou a ir fazer um curso de arte dramática na Universidad Northwestern. Ainda adolescente casou-se com sua primeira esposa, Joan, e tiveram cinco filhos. A fim de sustentar a família, Conrad chegou a trabalhar nas docas e como leiteiro. Além de atuar, Conrad tinha grande interesse pela música, tendo aparecido como cantor em diversos programas de Chicago da década de 1950.

## Carreira
Para poder sobreviver cantava nas noites em bares e boates, até que um dia conheceu o ator Nick Adams, com quem estabeleceu uma grande amizade. Nick ajudou Robert a participar como extra em alguns seriados de televisão. Aos poucos foi tendo um maior destaque e chamando a atenção dos diretores, o que fez com Conrad conseguisse um bom papel na série de televisão Hawaiian Eye, obtendo grande sucesso. Depois em 1964 fez um filme espanhol onde cantava ao lado da famosa atriz Marisol. Dizem que nesta época, Conrad chegou a vender mais discos do que os Beatles, na Espanha. Depois recebeu o convite para protagonizar a série de televisão The  Wild Wild West, juntamente como Ross Martin, o que acabou lhe proporcionando fama internacional.

## Vida pessoal
Conrad casou por duas vezes: uma com Joan Kenlay (1953-1977), com teve cinco filhos e depois com LaVelda Fann, em 1987 e teve mais três filhos.
Residia em Bear Valley Springs e desde 2003, praticamente não é visto publicamente. Nesse mesmo ano, sofreu um acidente automobilístico conduzindo bêbado, o que acarretou uma série de danos a um adolescente, tendo que cumprir prisão domiciliar por 6 meses, cinco anos de condicional e aconselhamento e apreensão de sua carteira de habilitação por um ano.
Em fevereiro de 2013, Conrad deu quinhentos dólares para um casal britânico que passava férias em Los Angeles depois que eles foram entrevistados pela rádio KFI, recontando como o hotel deles foi fechado depois que encontraram um corpo na cisterna do hotel.

## Morte
Conrad morreu no dia 8 de fevereiro de 2020, aos 84 anos.